# 머멀리거
머멀리거(루마니아어: mămăligă)는 루마니아·몰도바의 콘밀 포리지이다. 루마니아와 몰도바의 국민 음식 가운데 하나로 여겨진다. 인접한 우크라이나 서부에서도 즐겨 먹으며, 수복령 지역에 재정착한 르부프(현 우크라이나 리비우) 출신 폴란드인 가정의 식탁에서도 불 수 있는 음식이다.

## 이름
루마니아어 "머멀리거(mămăligă)"의 어원은 정확히 알려져 있지 않으나, "가슴, 젖, 양식"을 뜻하는 라틴어 "마밀라(mamilla)"를 어원으로 둔다고 추정된다.
우크라이나에서는 마말리가(우크라이나어: мамалиґа)나 쿨레샤(우크라이나어: кулеша)로, 폴란드에서는 마마위가(폴란드어: mamałyga)로 불린다.

## 만들기
전통적으로는 "차운(ceaun)"이라 불리는 무쇠솥을 사용해 만든다. 소금으로 간한 물을 끓이다가 콘밀을 조금씩 넣으면서 저어 익힌다. 잘 익어서 적당히 단단해지면, 솥 또는 냄비를 접시 위에 엎어 꺼낸 다음, 실 등으로 썰어 낸다.

## 비슷한 음식
비슷한 음식이 동남유럽과 서아시아에서는 카차마크로, 이탈리아 등 서양에서는 폴렌타로 알려져 있다. 아프리카의 옥수수 스왈로 가운데도 머멀리거와 유사한 것들이 있다.

## 사진

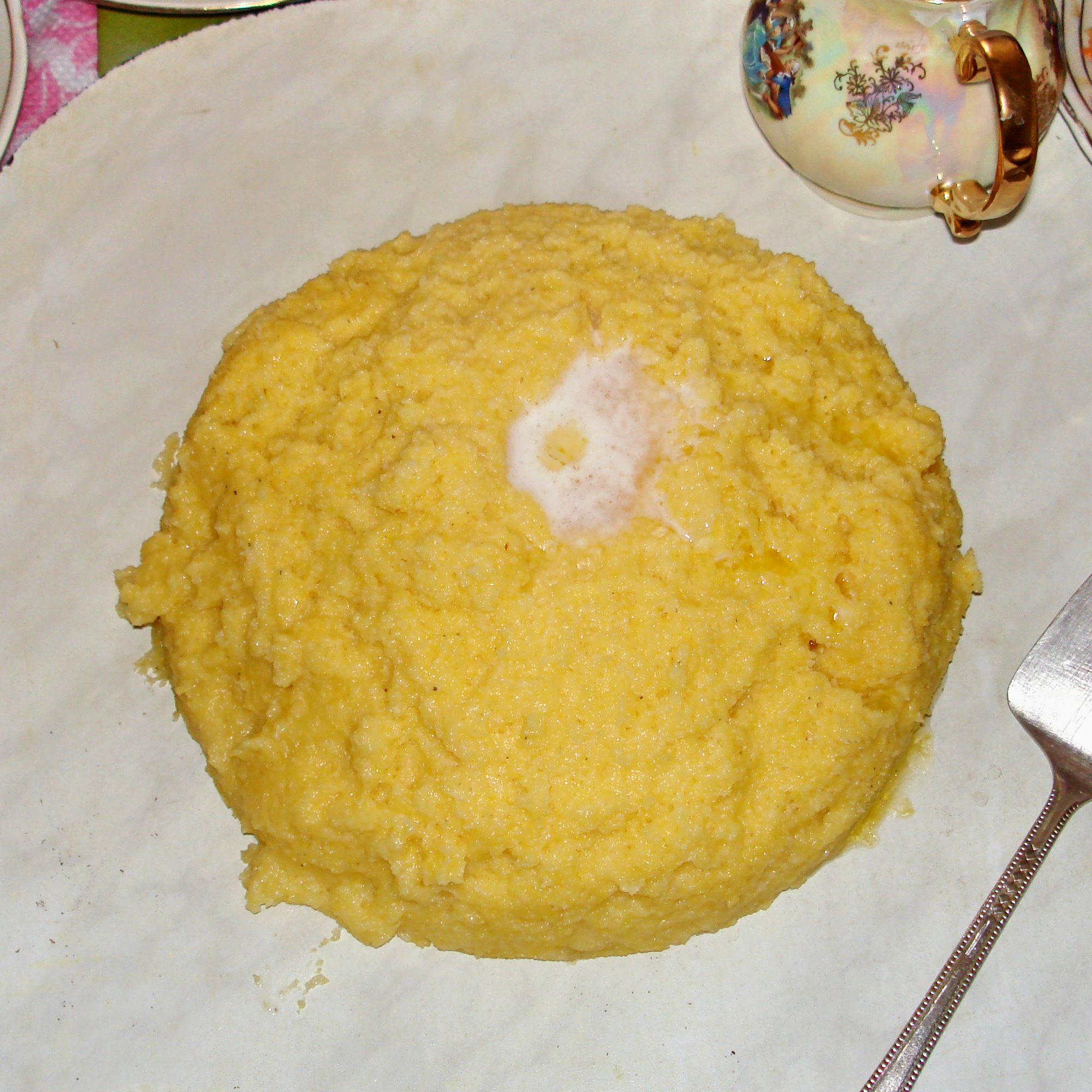
머멀리거

## 같이 보기
- 불즈
- 스왈로
- 앙구
- 카차마크
- 코콜로시
- 콘브레드
- 폴렌타